# Numidotherium
Numidotherium ("bestia de Numidia") es un género extinto de proboscídeo primitivo descubierto en 1984, que vivió durante mediados del Eoceno hace unos 46 millones de años en el Norte de África, alcanzando un peso de 200 kilogramos.
La especie tipo, N. koholense es conocida a partir de un esqueleto casi completo descubierto en el sitio de El Kohol, en el sur de Argelia que data de entre principios a mediados de período Eoceno. El animal tenía el tamaño y la apariencia de un tapir moderno. A diferencia de los elefantes modernos, sus parientes vivos más cercanos, era más delgado y plantígrado.
Una segunda especie, N. savagei fue descubierta en 1995 en depósitos del Eoceno Superior de Dor el Talha, Libia, junto con otro proboscídeo primitivo, Barytherium grave. N. savagei se ha erigido en tipo del nuevo género Arcanotherium.